# 沃倫島
沃倫島（英語：Warren Island）是南極洲的島嶼，位於麥克羅伯特森地，處於貝爾塔島西端以南的威廉斯科斯比灣，在1936年2月由英國研究隊發現和命名，現時由南極條約體系管理。